# Вулиця Стиклю
Вулиця Сти́клю (лит. Stiklių gatvė, пол. ulica Szklana, рос. Стеклянная улица) — старовинна вулиця у Старому місті Вільнюса. Вузька та звивиста, з'єднує вулиці Діджейі та Домінікону, перетинаючись з вулицями М. Антокольський, Жіду та Гаоно. Забудована дво- і триповерховими будівлями, що зберегли елементи різних архітектурних епох від готики до класицизму, з невеликими замкнутими та прохідними двориками, притаманними Старому місту. У невисоких будівлях розташовуються ресторани та бістро, готелі, магазини сувенірів, салони лляних і бурштинових виробів. Нумерація будинків починається від вулиці Діджейі. По ліву південно-західну сторону непарні номери, за праву північно-східну — парні; всього на вулиці двадцять будинків.

## Назва

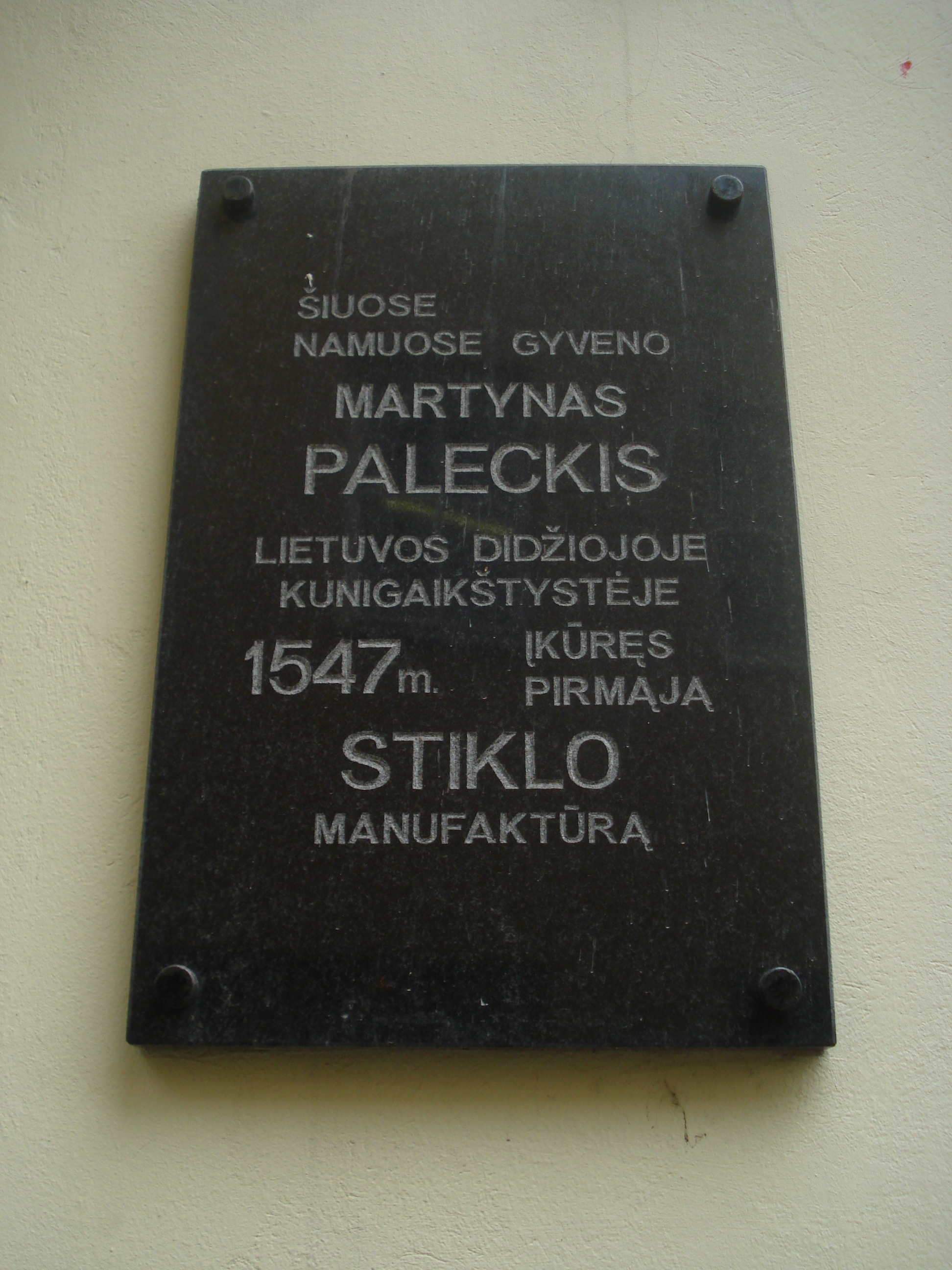
Меморіальна плита в пам'ять про засновника першої скляної мануфактури у Великому князівстві Литовському

Своєю назвою зобов'язана скляної мануфактурі, заснованої в цій частині міста по привілеї короля Сигізмунда Августа, даної 22 травня 1547 року, що дозволяла його придворному Мартіну Палецькіх закласти майстерню та торгувати у Вільно склом та скляними виробами. Носила назви вулиці Жидівської, Шклянной, Скляній, Ігнатіївського провулка, Домініканського провулка.
Після Другої світової війни деякий час називалася вулицею Рішю (Ryšių g., «Зв'язок»), потім до 1989 року  — вулицею Антокольського, а вулицею Скла ( Скляна) називалася нинішні вулиці М. Антокольський та Гаону.

## Історія
Вулиця знаходиться у кварталі Старого міста, заселяють у першій половині XV століття, коли була побудована ратуша. Збережені готичні будинки були побудовані або перебудовані після великих пожеж 1513 та 1530 років. До періоду панування бароко (XVII–XVIII століть) був забудований весь квартал.
Вулиця пролягає в старовинних єврейських кварталах, що прилягали до Великої синагоги. Під час Другої світової війни вулиця входила до території Малого гетто. Квартал постраждав під час війни. У 1969–1972 роках в кварталі між вулицями М. Горького (нині Діджейі) — М. Антокольського (Стіклі) — Стіклі (М. Антокольський) була проведена комплексна реконструкція (одна з перших у місті комплексна реконструкція кварталу; архітектори В. Дварішкіс, Романас Яловяцкас та інші). На других і третіх поверхах були обладнані житлові квартири, нижні поверхи призначалися головним чином під різні культурно-побутові установи та громадські організації. У результаті реконструкції була розкрита архітектурна цінність кварталу та окремих будівель; квартал був зарахований до архітектурних пам'яток всесоюзного значення.

## Примітні будівлі

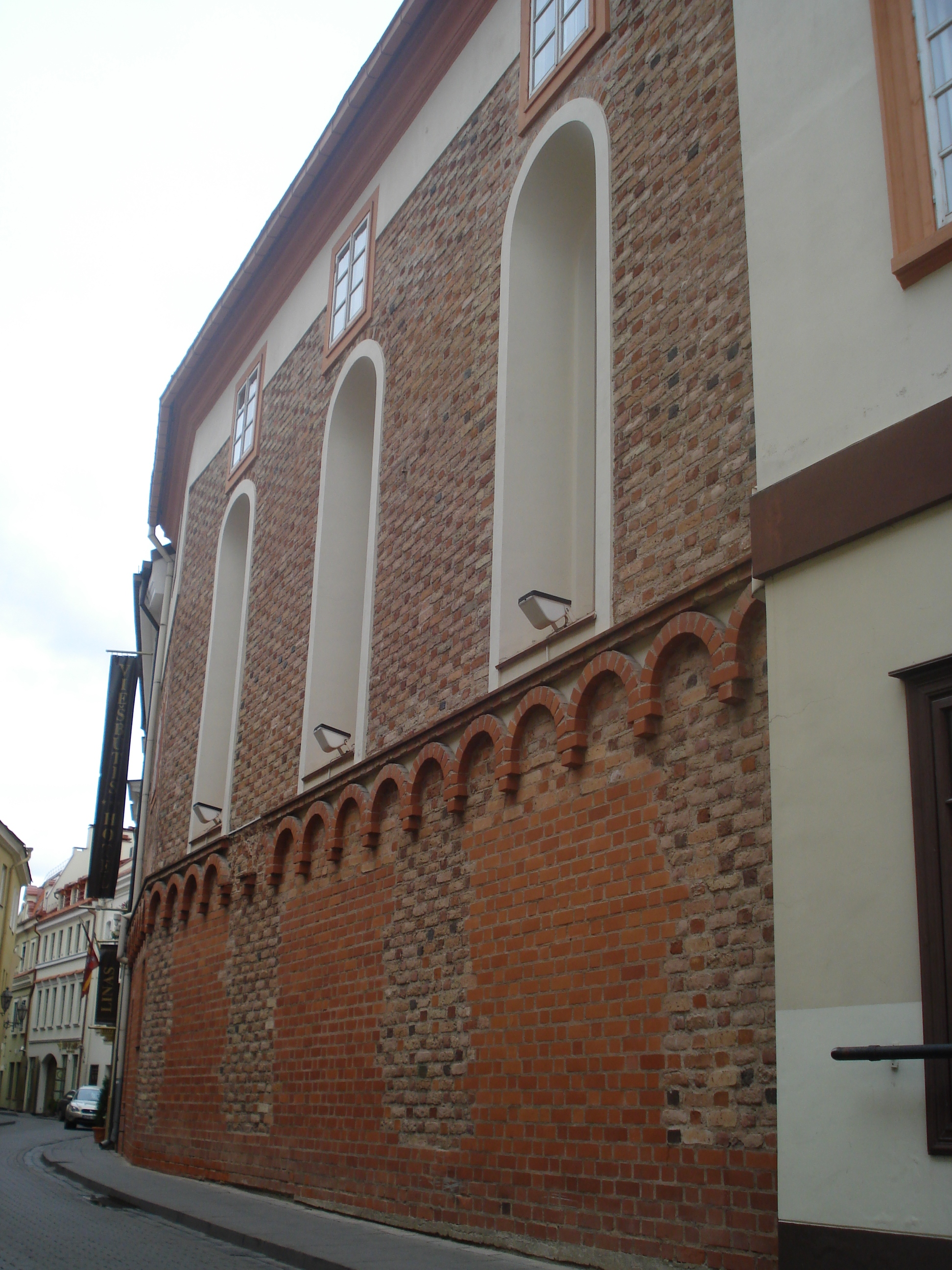
Стіна Воскресенської церкви

На розі з вулицею Діджейі стоїть триповерховий будинок, критий черепицею. На вулицю Стіклі виходить його фасад з червоної цегли, майже без декору, з вікнами, пробитими в збереженій готичній стіні старовинної православної Воскресенської церкви (XVI століття). У 1609 році церква стала греко-католицькою. В XVII–XVIII століттях будівля неодноразово страждала від пожеж і поступово занепадала. До 1777 року від храму залишилися руїни. У 1799 році їх купив князь Мокжецкій та збудував триповерховий будинок з квартирами, дев'ятьма крамничками, стайнею. Після Другої світової війни це був житловий будинок з ательє на нижньому поверсі. Зараз тут розташовується Центр дослідження геноциду та резистенції жителів Литви (Stiklių g. 1/ Didžioji g. 17).
З іншого боку вулиці на розі стоїть двоповерховий будинок з елементами ренесансої архітектури (Stiklių g. 2 / Didžioji g. 19). Будинок був побудований наприкінці XVI століття або на початку XVII століття та належав віленському війту Міхалу Більдзюкевічу. З 1970-х тут працює ресторан «Аматінінку ужейга» „Amatininkų užeiga“.
Сусідній будинок під номером 4 складається з кількох корпусів. На вулицю виходить його північно-східний корпус. Він відноситься до XV століття — першої половини XVII століття та внесений до списку пам'яток архітектури республіканського значення. Його південно-західний корпус є зразком двох зблокованих корпусів-близнюків готичної архітектури, відреставрованих і частково відновлених (1974).
У замкнутому дворі будинку встановлена гранітна скульптура Вацловаса Крутініса «Літописець» (1973) на згадку про віленських першодрукаря (в цьому кварталі жив Франциск Скорина і наприкінці XVI століття  а діяла друкарня купців Мамоничів, як передбачається, в сусідньому будинку). Статуя заввишки 1,10 м височить на гранітном постаменті висотою 1,31 м, оживляючи та прикрашаючи двір із стінами з червоних цеглин готичної кладки.
У цьому будинку влаштувалася Вільнюська інспекція з охорони пам'яток культури; в північно-східному корпусі був відкритий виставковий салон товариства фотографів.

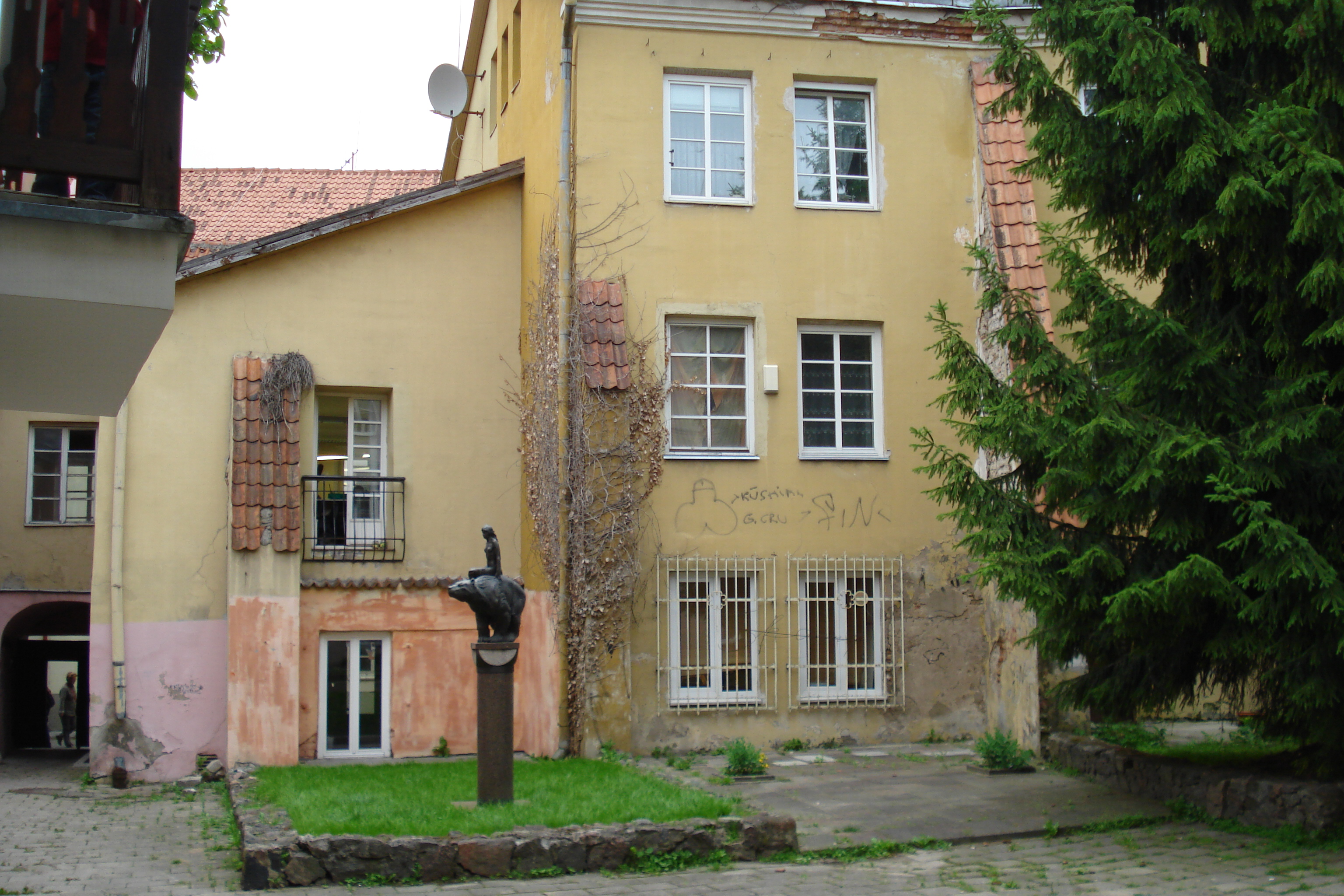
Подвір'я Стиклю 6

Під сусіднім триповерховим житловим будинком та двором збереглися готичні та ренесансні підвали колишніх будівель. Одна з них — готичний будинок золотих справ майстри Яна Шульца, згадуваний вже у 1595 році. Поруч з ним в кінці XVI століття та у XVII столітті було побудовано ще дві будівлі. Передбачається, що в підвалах під час повстання 1794 року повстанці зберігали порох. Зараз тут розташовуються студія дизайну „Home Collection“ та бутик „Zoraza“.
У триповерховому будинку навпроти розташовується готель „Centro kubas“ та салон виробів з льону (Stiklių g. 3). Сусідній будинок відзначений меморіальною дошкою в пам'ять щодо першої скляної мануфактури у Великому князівстві Литовському та її засновника .
Триповерховий будинок під номером 8 являє собою готичну посесію з характерною для своєї епохи поздовжньої одноповерхової забудови. Критий черепицею будинок відноситься до XV століття з пізнішими перебудовами та рахується в архітектурних пам'ятках республіканського значення. При реставрації на першому поверсі були відкриті барочні фрески XVIII століття. Невеликий двір у південно-західній частині будинку оточений високою стіною, з'єднаний з вулицею аркою. У приміщеннях будинку 8 та кутового двоповерхового будинку 10 працює ресторан «Локис». У цьому ж будинку зрілого бароко традиційно розташовувався магазин сувенірів, нині — архітектурно-дизайнерський салон «Я»(Stiklių g. 10 / M. Antokolskio g. 2).

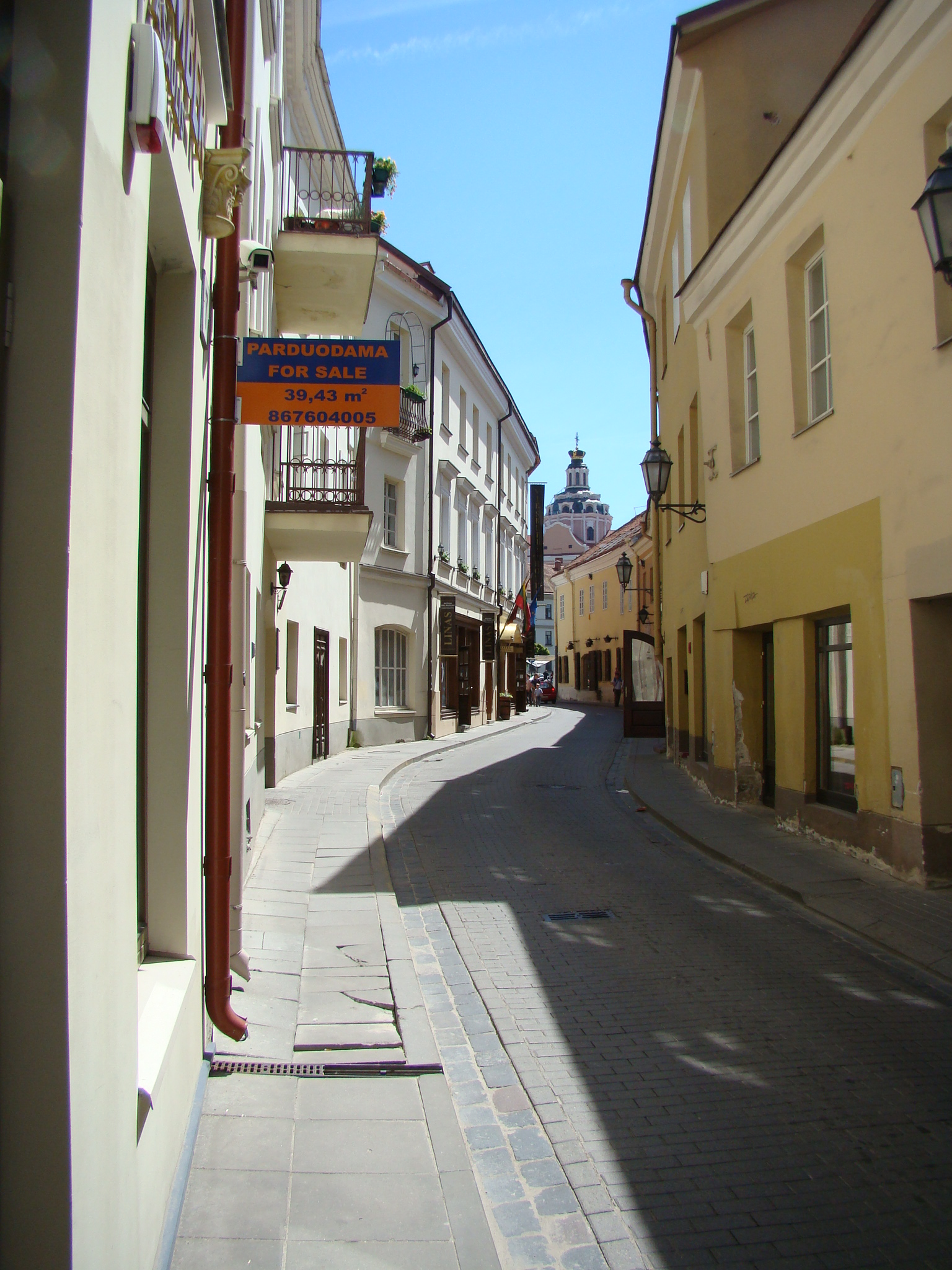
Вид на вулицю Стіклі від перехрестя Стіклі, М. Антокольський і Гаону в напрямку вулиці Діджейі

Вулиці Антокольський, Жіду та Гаону, що виходять до вулиці Стіклі, утворюють невеликий майданчик перед дорогим рестораном «Стікляй» на розі Стіклі та Гаону. Навпроти нього між вулицями Антокольський та Жіду стоїть триповерховий житловий будинок з салоном антикваріату на першому поверсі та магазином компакт-дисків у підвалі (Stiklių g. 12).
За перетином вулиць Жіду та Гаону по ліву південно-західну сторону стоїть двоповерхова будівля готелю «Стікляй» і ще кілька будівель старої споруди. З правого північно-східного боку вулиці в нижніх поверхах чотирьох житлових будинках у два та три поверхи, утворюють, як і на протилежній стороні, суцільну звивисту лінію будівель, розташовуються бістро, магазин сувенірів, салон італійського взуття.